# La Yuca
La Yuca, född 5 mars 2021, är en svensk varmblodig travare, mest känd för att ha segrat i Breeders' Crown 3-åriga ston (2024) och Stochampionatet (2025).

## Bakgrund
La Yuca är ett brunt sto efter Face Time Bourbon och under Komigen Pippi (efter Viking Kronos). Hon föddes upp av sina ägare Eagles Rising AB i Bjärred. Hon tränas av Daniel Redén och körs oftast av Örjan Kihlström eller Magnus A. Djuse.

## Karriär
La Yuca började tävla i maj 2024, och har till juli 2025 sprungit in 5 064 000 kronor på 18 starter, varav 9 segrar och 2 andraplatser. Hon har tagit karriärens hittills största seger i Breeders' Crown 3-åriga ston (2024) och Stochampionatet (2025). Hon har även segrat i Ina Scots Ära (2025).